# Brasilianischer Feenbarsch
Der Brasilianische Feenbarsch (Gramma brasiliensis) ist eine Fischart aus der Familie der Feenbarsche (Grammatidae). Er ähnelt stark dem Königs-Feenbarsch (Gramma loreto).

## Merkmale
Der Fisch erreicht eine Länge von bis zu 6,6 Zentimetern (Männchen), die vordere Körperhälfte ist lila, die hintere gelb, der Übergang der beiden Körperfarben ist etwas verschwommen.

## Verbreitung
Der Brasilianische Feenbarsch findet sich nur entlang der Küste von Brasilien sowie an vorgelagerten Inseln südlich der Mündung des Amazonas zwischen 8° und 23° südlicher Breite. Er lebt in Korallenriffen und über felsigen Böden in Tiefen zwischen 3 und 22 Metern.

## Lebensweise
Brasilianische Feenbarsche leben einzeln oder in Kleingruppen von bis zu vier Tieren in kleinen Höhlen oder unter Felsvorsprüngen. Dort schwimmen sie häufig mit der Bauchseite nach oben an der Decke der Höhlen bzw. Felsvorsprünge.
Sie ernähren sich von Zooplankton, putzen aber, ähnlich den Putzerlippfischen, gelegentlich auch andere Fische, insbesondere Chromis multilineata und Haemulon plumieri.